# Portia Woodman-Wickliffe
Portia Woodman-Wickliffe (* 12. Juli 1991 in Kawakawa, Neuseeland, geborene Portia Woodman) ist eine neuseeländische Rugbyspielerin, die sowohl dem Aufgebot der neuseeländischen Rugby-Union-Nationalmannschaft als auch der Siebener-Rugby-Nationalmannschaft angehört. Sie wurde 2015 mit dem World Rugby Women’s Sevens Player of the Year award geehrt.

## Karriere
Woodman-Wickliffe spielte bis 2012 Netball bei den Northern Mystics. Anschließend wechselte sie zum Rugby. 2013 bestritt sie ihr erstes Länderspiel für die Black Ferns. Im selben Jahr gewann Woodman-Wickliffe mit den Black Ferns Sevens die Siebener-Rugby-Weltmeisterschaft. In den beiden darauffolgenden Jahren konzentrierte sie sich auf Siebener-Rugby. Mit den Black Ferns Sevens gewann sie bei den Olympischen Spielen 2016 die Silbermedaille. Seit 2016 gehört sie wieder dem Kader der Black Ferns an. Weiterhin läuft Woodman-Wickliffe für die Provinzmannschaft Counties-Manukau auf, mit dem sie 2016 die neuseeländische Meisterschaft gewann.
Woodman-Wickliffe gewann mit den Black Ferns die Rugby-Union-Weltmeisterschaft der Frauen 2017. Im zweiten Vorrundenspiel gegen Hong Kong legte sie acht Versuche. Bei den Commonwealth Games 2018 sowie bei der Siebener-Rugby-Weltmeisterschaft 2018 gewann sie jeweils die Goldmedaille im Siebener-Rugby. Im November 2018 zog sich Woodman im Training eine Achillessehnenruptur zu. Nachdem Woodman-Wickliffe nach ihrer Verletzung erst einmal unterklassig Netball gespielt hatte, gab sie im Juli 2020 ihr Comeback beim neuseeländischen Verein Kaikohe. Mit der neuseeländischen Auswahl gewann sie bei den Olympischen Spielen in Tokio die Goldmedaille. Im Jahr 2022 erzielte sie als erste Frau den zweihundertsten Versuch in der World Rugby Women’s Sevens Series. Im selben Jahr belegte sie mit den Black Ferns Sevens den dritten Platz bei den Commonwealth Games.
Woodman-Wickliffe verteidigte mit den Black Ferns Sevens den Titel bei den Olympischen Spielen in Paris. Anschließend beendete sie ihre internationale Karriere. Im April 2025 kehrte sie wieder in das Aufgebot der Black Ferns zurück.

## Privates
Ihr Vater Kawhena Woodman sowie ihr Onkel Fred Woodman sind ehemalige All Blacks. Im Dezember 2022 heiratete sie die neuseeländische Rugbyspielerin Renee Woodman-Wickcliffe.